# All or Nothing (álbum de Pennywise)
All or Nothing es el décimo álbum de estudio de la banda de punk rock californiana Pennywise. Fue publicado el 1 de mayo de 2012 a través de la discográfica Epitaph Records.
El álbum es la única grabación del grupo con el vocalista de Ignite Zoli Téglás, que entró en la banda en 2010 para reemplazar a Jim Lindberg.

## Lista de canciones
1. "All or Nothing" – 2:29
2. "Waste Another Day" – 2:22
3. "Revolution" – 3:25
4. "Stand Strong" – 3:10
5. "Let Us Hear Your Voice" – 3:43
6. "Seeing Red" – 2:54
7. "Songs of Sorrow" – 3:35
8. "X Generation" – 3:15
9. "We Have It All" – 2:59
10. "Tomorrow" – 3:17
11. "All Along" – 3:09
12. "United" – 2:49
13. "We Are the Fallen" – 3:17 (Edición Deluxe)
14. "Locked In" – 2:23 (Edición Deluxe)

## Personal
- Zoli Téglás – voz
- Fletcher Dragge – guitarra
- Randy Bradbury – bajo
- Byron McMackin – batería